# India ai Giochi olimpici
L'India ha partecipato per la prima volta ai Giochi olimpici nel 1900.
Gli atleti indiani hanno vinto complessivamente 35 medaglie ai Giochi olimpici estivi con 10 medaglie d'oro, di cui 8 nell'hockey su prato; non hanno mai vinto medaglie ai Giochi olimpici invernali.
Il Comitato Olimpico Indiano venne creato e riconosciuto dal CIO nel 1927.

## Medaglieri

### Medaglie alle Olimpiadi estive
| Giochi                 | Oro              | Argento          | Bronzo           | Totale           |
| ---------------------- | ---------------- | ---------------- | ---------------- | ---------------- |
| 1896 Atene             | non partecipante | non partecipante | non partecipante | non partecipante |
| 1900 Parigi            | 0                | 2                | 0                | 2                |
| 1904 St. Louis         | non partecipante | non partecipante | non partecipante | non partecipante |
| 1908 Londra            | non partecipante | non partecipante | non partecipante | non partecipante |
| 1912 Stoccolma         | non partecipante | non partecipante | non partecipante | non partecipante |
| 1920 Anversa           | 0                | 0                | 0                | 0                |
| 1924 Parigi            | 0                | 0                | 0                | 0                |
| 1928 Amsterdam         | 1                | 0                | 0                | 1                |
| 1932 Los Angeles       | 1                | 0                | 0                | 1                |
| 1936 Berlino           | 1                | 0                | 0                | 1                |
| 1948 Londra            | 1                | 0                | 0                | 1                |
| 1952 Helsinki          | 1                | 0                | 1                | 2                |
| 1956 Melbourne         | 1                | 0                | 0                | 1                |
| 1960 Roma              | 0                | 1                | 0                | 1                |
| 1964 Tokyo             | 1                | 0                | 0                | 1                |
| 1968 Città del Messico | 0                | 0                | 1                | 1                |
| 1972 Monaco            | 0                | 0                | 1                | 1                |
| 1976 Montreal          | 0                | 0                | 0                | 0                |
| 1980 Mosca             | 1                | 0                | 0                | 1                |
| 1984 Los Angeles       | 0                | 0                | 0                | 0                |
| 1988 Seul              | 0                | 0                | 0                | 0                |
| 1992 Barcellona        | 0                | 0                | 0                | 0                |
| 1996 Atlanta           | 0                | 0                | 1                | 1                |
| 2000 Sydney            | 0                | 0                | 1                | 1                |
| 2004 Atene             | 0                | 1                | 0                | 1                |
| 2008 Pechino           | 1                | 0                | 2                | 3                |
| 2012 Londra            | 0                | 2                | 4                | 6                |
| 2016 Rio               | 0                | 1                | 1                | 2                |
| 2020 Tokyo             | 1                | 2                | 4                | 7                |
| 2024 Parigi            | 0                | 1                | 5                | 6                |
| Totale                 | 10               | 10               | 21               | 41               |

### Medaglie alle Olimpiadi invernali
| Giochi              | Oro              | Argento          | Bronzo           | Totale           |
| ------------------- | ---------------- | ---------------- | ---------------- | ---------------- |
| 1964 Innsbruck      | 0                | 0                | 0                | 0                |
| 1968 Grenoble       | 0                | 0                | 0                | 0                |
| 1972 Sapporo        | non partecipante | non partecipante | non partecipante | non partecipante |
| 1976 Innsbruck      | non partecipante | non partecipante | non partecipante | non partecipante |
| 1980 Lake Placid    | non partecipante | non partecipante | non partecipante | non partecipante |
| 1984 Sarajevo       | non partecipante | non partecipante | non partecipante | non partecipante |
| 1988 Calgary        | 0                | 0                | 0                | 0                |
| 1992 Albertville    | 0                | 0                | 0                | 0                |
| 1994 Lillehammer    | non partecipante | non partecipante | non partecipante | non partecipante |
| 1998 Nagano         | 0                | 0                | 0                | 0                |
| 2002 Salt Lake City | 0                | 0                | 0                | 0                |
| 2006 Torino         | 0                | 0                | 0                | 0                |
| 2010 Vancouver      | 0                | 0                | 0                | 0                |
| 2014 Sochi          | 0                | 0                | 0                | 0                |
| 2018 PyeongChang    | 0                | 0                | 0                | 0                |
| 2022 Pechino        | 0                | 0                | 0                | 0                |
| Totale              | 0                | 0                | 0                | 0                |